# Sophia Thomalla
Sophia Thomalla (Berlín, 6 de octubre de 1989) es una actriz, modelo y presentadora alemana.

## Vida
Sophia Thomalla es la hija de los actores Simone Thomalla y André Vetters. Se crio en Berlín hasta los siete años y se trasladó a Colonia con su madre. Después de completar su cuarto año escolar, ella y su madre se mudaron a Kleinmachnow, un barrio residencial de Berlín. También vivió en Gelsenkirchen tras la separación de su madre de Rudi Assauer. Al igual que su madre, Sophia Thomalla practicó kickboxing, un deporte minoritario, y participó en algunas peleas como aficionada. En el otoño de 2009, por motivos profesionales, se mudó a Berlín, y, en octubre de 2010, a Potsdam. 
Thomalla, entre abril de 2011 y noviembre de 2015, mantuvo una relación con el cantante Till Lindemann, del grupo Rammstein. El 11 de marzo de 2016 se casó con el cantante noruego Andy LaPlegua en Marietta, Georgia. En mayo de 2017 anunció el divorcio de LaPlegua.
En agosto de 2017 reveló en una entrevista con Stern que había sido militante de la CDU durante cinco años.

## Carrera

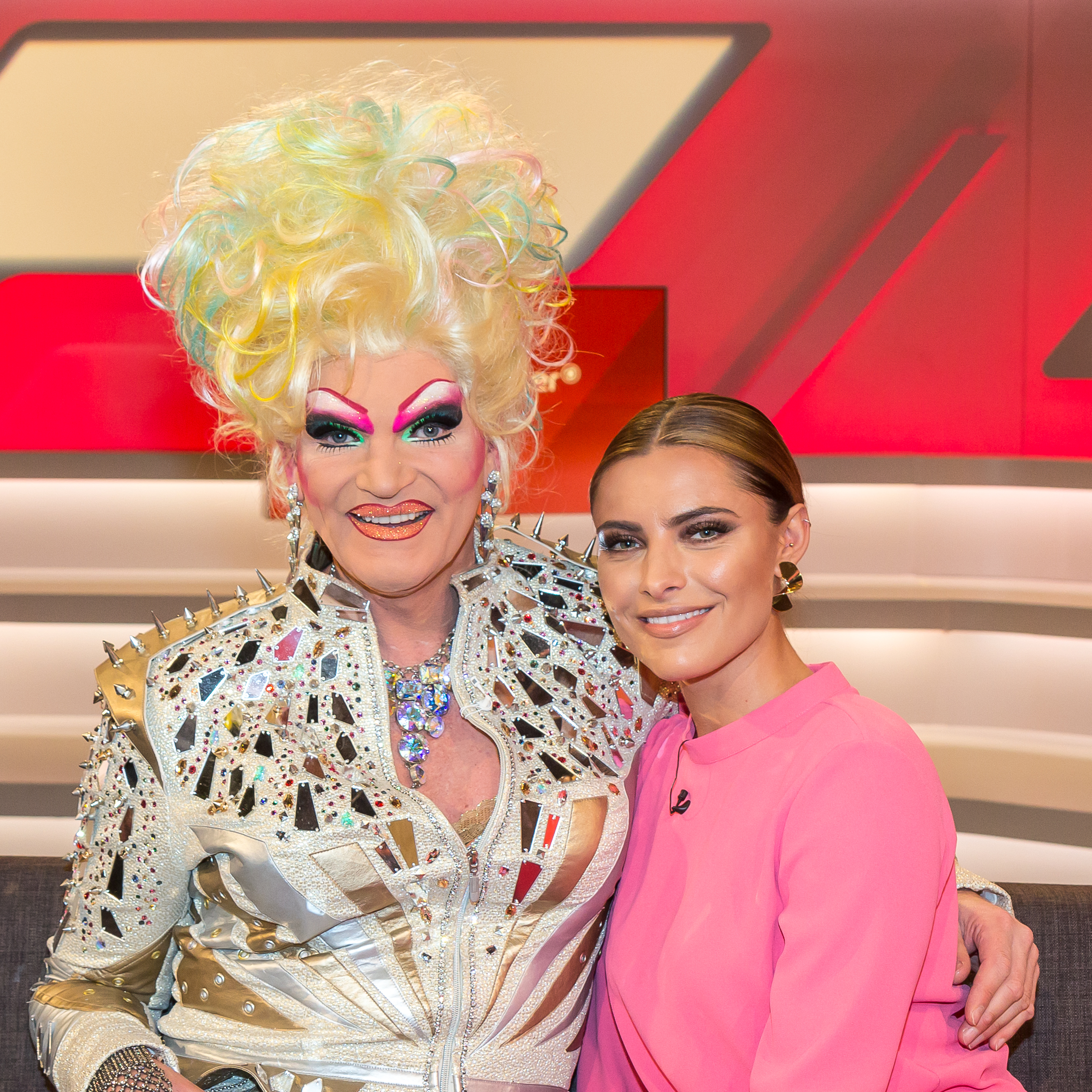
Sophia Thomalla junto a Olivia Jones, en diciembre de 2017.

De 2007 a 2009 asistió a la Escuela Constantin de actuación, danza y canto en Bochum. En 2006  apareció por primera vez en televisión en su primer papel televisivo, como hija de Barbara Rudnik y Henry Hübchen, en la serie policíaca ARD Commissario Laurenti del director de televisión Sigi Rothemund.
En 2009 participó en un casting abierto para el programa Germany's Next Topmodel; del que se retiró en la primera ronda. En 2009 y 2010 participó en el programa Sat.1 junto a Chris Putzer. Más adelante, participó en Let's Dance junto a Massimo Sinató. En 2011  fue miembro del jurado de ProSieben para el show The PokerStars.de, con Sandra Naujoks y Thomas Lamatsch. En 2012 apareció en la comedia Die Dreisten Drei junto con Oliver Beerhenke y Mirco Nontschew.
En 2010 ocupó el tercer lugar en la lista de mujeres más sexys de FHM. Al igual que su madre, Sophia Thomalla también fue fotografiada para la edición alemana de Playboy. Las imágenes se publicaron en mayo de 2012. En 2015, en la revista Playboy, con el título de las 25 estrellas más bellas de Alemania, apareció con su madre y otras 23 mujeres como Christine Theiss, Tina Ruland, Regina Halmich, Katarina Witt, Charlotte Engelhardt y Miriam Gössner.
En 2016 Thomalla formó parte del jurado, junto con DJ BoBo y Cale Kalay, en el espectáculo de danza RTL Dance Dance. También en 2016 participó en el jurado del show de tatuajes Pain & Fame en el canal Sixx, donde compitieron los mejores tatuadores de Alemania. En septiembre de 2016, lanzó una colección de zapatos. En diciembre de 2017.000000 se vio envuelta en una polémica por aparecer semidesnuda y atada a una cruz, con evidentes reminiscencias religiosas.

## Filmografía
- 2006–2009: Commissario Laurenti (serie de televisión, 5 episodios)
- 2008: Unser Charly (serie de televisión, episodio: Mit allen)
- 2009: Zeit der Entscheidung – Die Soap deiner Wahl (telenovela de Internet)
- 2009–2010: Eine wie keine (serie de televisión, 3 episodios)
- 2010: Hanni & Nanni
- 2010: Cuenta atrás – Jagd beginnt (serie de televisión, episodio: Vom Himmel gefallen)
- 2010–2013: Doctor en los Alpes (Der Bergdoktor) (serie de televisión, 44 episodios)
- 2011: 90 Minuten – Das Berlina Projekt
- 2011: Der letzte Bulle (serie de televisión, episodio: Mord auf Seite 1)
- 2011: Dado Trixxer
- 2012: Dado Dreisten Drei – jetzt noch dreister
- 2013: Alerta Cobra (serie de televisión, episodio: Alleingang)
- 2015: Da muss Mann durch